# Ramaria filicicola
Ramaria filicicola är en svampart som först beskrevs av S.G.M. Fawc., och fick sitt nu gällande namn av Corner 1950. Ramaria filicicola ingår i släktet Ramaria och familjen Gomphaceae.   Inga underarter finns listade i Catalogue of Life.